# Estação ferroviária Pré-Petitjean
Estação ferroviária Pré-Petitjean (em francês: Gare de Pré-Petitjean) é uma estação ferroviária no município de Montfaucon, no cantão suíço de Jura. É uma parada intermediária e uma parada de solicitação na 1 000 mm (3 ft 3+3⁄8 in) bitola métrica La Chaux-de-Fonds-Glovelier Line dos Chemins de fer du Jura. O depósito do grupo de preservação ferroviária La Traction está localizado a leste da estação.

## Serviços
A partir da mudança de horário de dezembro de 2023, os seguintes serviços param em Pré-Petitjean:
- Regio : serviço de hora em hora entre La Chaux-de-Fonds e Glovelier .

## Links externos
- Media relacionados com Estação ferroviária Pré-Petitjean no Wikimedia Commons
- Pré-Petitjean railway station – SBB